# Digitaria arushae
Digitaria arushae är en gräsart som beskrevs av Clayton. Digitaria arushae ingår i släktet fingerhirser, och familjen gräs. Inga underarter finns listade i Catalogue of Life.